# Tracey Mann
Pour les articles homonymes, voir Mann.
Tracey Mann, né le 17 décembre 1976 à Quinter (Kansas), est un homme d'affaires et homme politique américain. Membre du Parti républicain, il est lieutenant-gouverneur du Kansas de 2018 à 2019, avant d'être élu à la Chambre des représentants des États-Unis en 2020.

## Biographie
Tracey Mann est diplômé en économie agricole de l'université d'État du Kansas, où il préside le conseil des élèves. Après ses études, il travaille pour le National Student Leadership Forum on Faith and Values et pour le représentant républicain Jerry Moran. Par la suite, il s'installe à Salina et gère une agence immobilière commerciale à Kansas City. Il possède également une ferme à Quinter.
Lors des élections de 2010, il se présente à la Chambre des représentants des États-Unis dans le 1er district du Kansas pour succéder à Jerry Moran, candidat au Sénat des États-Unis. Durant la primaire républicaine, il se retrouve dans une course serrée avec les sénateurs d'État Jim Barnett et Tim Huelskamp. Durant la campagne, il perd le soutien du Hutchinson News après avoir demandé à Barack Obama de prouver sa nationalité américaine ; Mann parlera ensuite d'une erreur. Avec 21 % des voix, il termine en troisième position de la primaire derrière Huelskamp (35 %) et Barnett (25 %).
En janvier 2018, Jeff Colyer — jusqu'à présent lieutenant-gouverneur — devient gouverneur du Kansas à la suite de la nomination de Sam Brownback en tant qu'ambassadeur. Le mois suivant, il choisit Tracy Mann pour devenir son lieutenant-gouverneur,. Les deux hommes sont candidats à un mandat complet lors des élections de 2018, mais Colyer perd de justesse la primaire républicaine face à Kris Kobach, qui est finalement battu par la démocrate Laura Kelly.
En 2020, Mann se présente à nouveau au Congrès dans le 1er district du Kansas, alors que le représentant sortant Roger Marshall est candidat au Sénat. Au mois d'août, il remporte la primaire républicaine avec 54 % des voix, soit 20 points de plus que son plus proche concurrent. En novembre, il est élu représentant des États-Unis face à l'enseignante démocrate Kali Barnett, en rassemblant 71,2 % des suffrages. Il est réélu le 8 novembre 2022 et de nouveau le 5 novembre 2024.